# Brodawnik zwyczajny

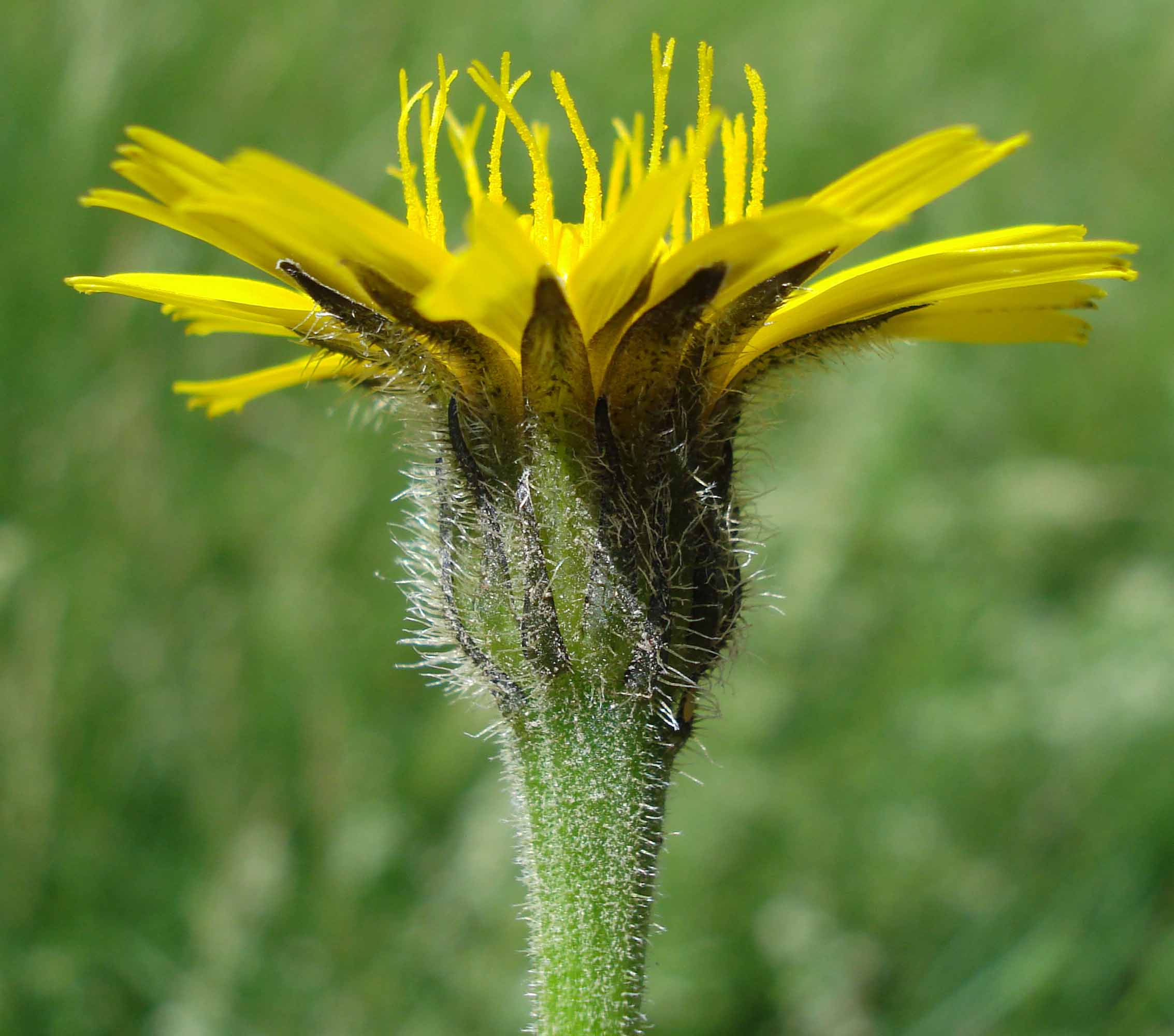
Kwiatostan

Brodawnik zwyczajny (Leontodon hispidus L.) – gatunek rośliny należącej do rodziny astrowatych. Występuje w prawie całej Europie oraz na Kaukazie, w Iraku, Iranie i Turcji. W Polsce jest pospolity na niżu i w górach. 

## Morfologia
ŁodygaProsta, nie rozgałęziona jak u brodawnika jesiennego. Wysokość 10–40 cm. Pod główką kwiatową wyraźnie zgrubiała, z 1–2 łuskowatymi liśćmi.
LiścieZatokowo ząbkowane, z rozwidlonymi i gwiazdkowatymi włoskami. Czasami nagie, szarozielone.
KwiatyKoszyczek o średnicy 2–4 cm, przeważnie pochylony w dół przed rozkwitnięciem. Po przekwitnięciu zwisły z wierzchołkiem łodygi. Kwiaty otwierają się wczesnym rankiem, a zamykają się po południu.

## Biologia i ekologia
Bylina. Kwitnie od maja do lipca/sierpnia. Porasta łąki, żyzne gleby. Rośnie do wysokości 2000 m n.p.m. W klasyfikacji zbiorowisk roślinnych gatunek charakterystyczny dla klasy (Cl.) Thlaspietea rotundifolii i Molinio-Arrhenatheretea.